# Jonathan Abbou

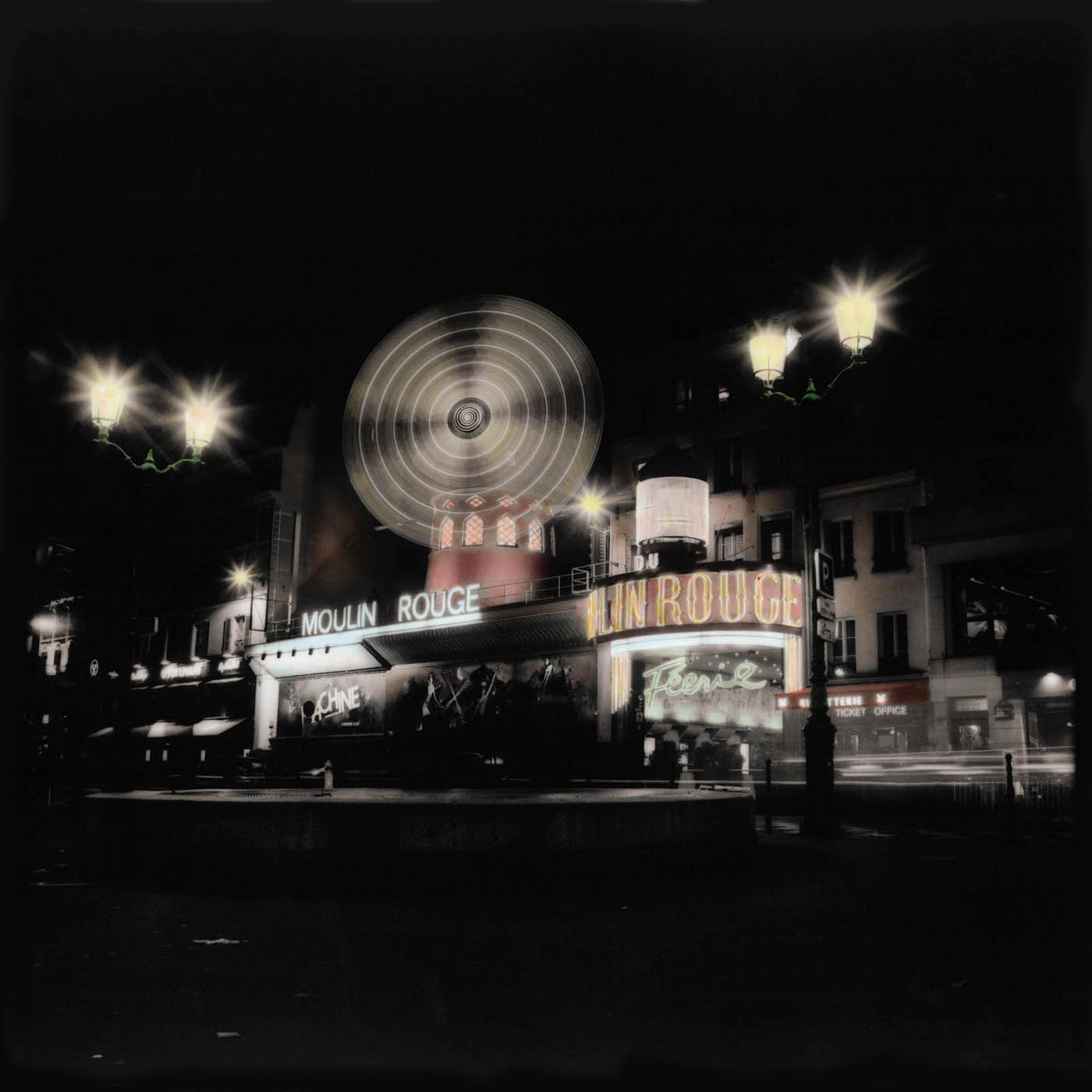

Jonathan Abbou (né le 27 décembre 1967) est un photographe parisien, spécialisé dans la photographie argentique et les techniques anciennes de la photographie.

## Biographie

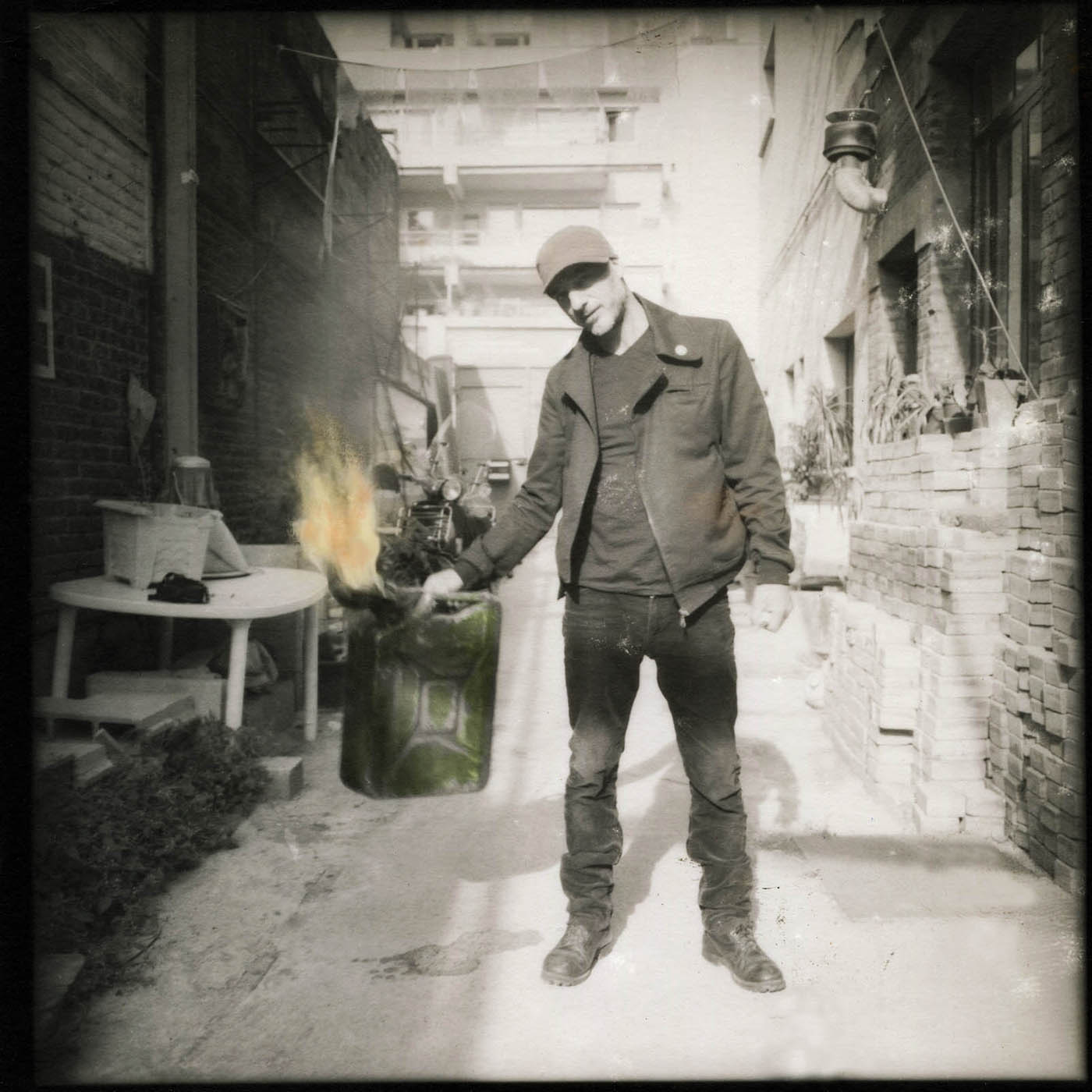
Autoportrait Jonathan Abbou

Jusqu'à aujourd'hui, il n'y a aucune certitude quant au lieu exact et la date de naissance de Jonathan Abbou. À cette période, l'état d'Israël était en guerre et le recensement des naissances pouvait être aléatoire. Il semblerait que Jonathan Abbou soit né approximativement aux alentours du 27 décembre 1967 dans une petite ville émergente aux portes du désert Néguev nommée Rehovot (signifiant la rue en hébreu : רחובות). Il a alors six ans quand sa mère décide de fuir la guerre pour s'installer dans la ville dont elle a été originaire : Avignon. C'est aux abords du Palais des papes que Jonathan Abbou grandit, imprégné d'un environnement familial chargé d'ésotérisme et de spiritualité médiévale. C'est à 19 ans, en flânant dans les puces des Carmes d'Avignon que Jonathan Abbou obtient son premier appareil photo en échangeant son vieux Perfecto contre un vieil Hasselblad 500 C.
En 1991,Jonathan Abbou s’inscrit à l’école de photographie de Toulouse, l’ETPA, et obtient en double cursus un DESS (Master) de psychologie clinique et pathologique à l’Université Paris-VIII. Bien que diplômé, il n'a cependant jamais voulu exercer la profession de psychologue clinicien. Ce parcours universitaire se retrouve dans son travail photographique où les thématiques abordées gravitent autour des pulsions en psychanalyses où l’Éros et le Thanatos se confrontent dans chacune de ses créations.

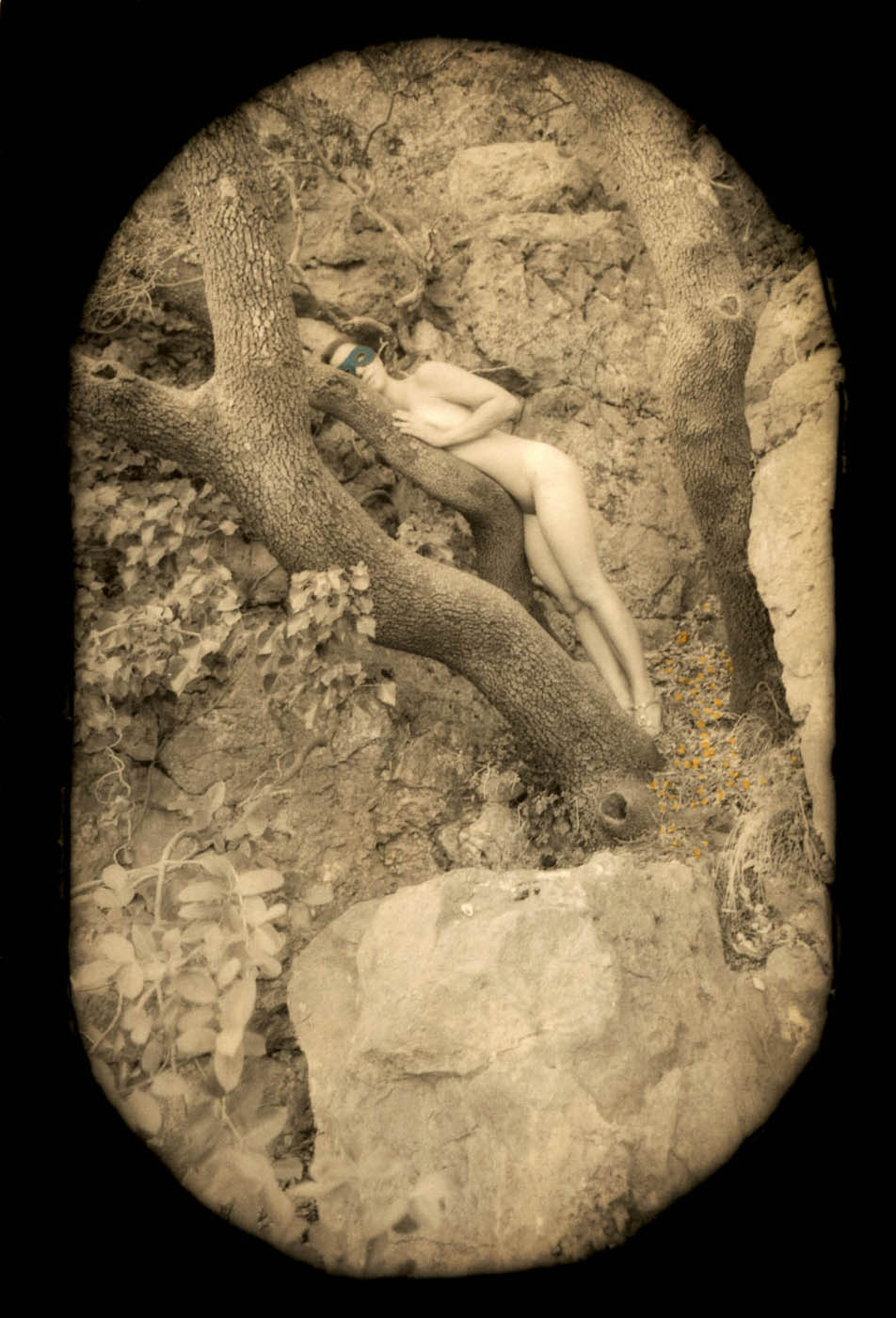
Chant II, l'Enfer, Dante, rencontre avec Béatrice.

En 1998, Jonathan Abbou publie son premier ouvrage Érotiques Esquises, suivi de Fictions urbaines, réalisé en l'an 2000. Ces deux ouvrages de recueils-photos seront remarqués par le magazine Art Press. Par la suite, Jonathan Abbou travaillera pour les éditions Higgins, le temps de créer deux portfolios à tirage limité, Le Petit Monde d'Otto en 2008, et Pose lente en 2011 dont les préfaces ont été écrites par Romain Slocombe et Stéphan Lévy-Kuentz.
Parallèlement à son parcours dans le monde de l'édition, Jonathan Abbou a participé à de nombreuses expositions au cours des années 2000, notamment pour les Rencontres d'Arles où il exposa plus de deux cents tirages érotiques au sein de la chapelle des Jésuites de la ville.
C’est en 2015 que le photographe fonde les Rencontres Parisiennes de la Photographie Contemporaine. Il est occasionnellement, le commissaire d’exposition de cet événement culturel, les RPPC, dans le cadre du festival Paris Photo. il en quitte la direction en 2022, mais en reste le membre fondateur.

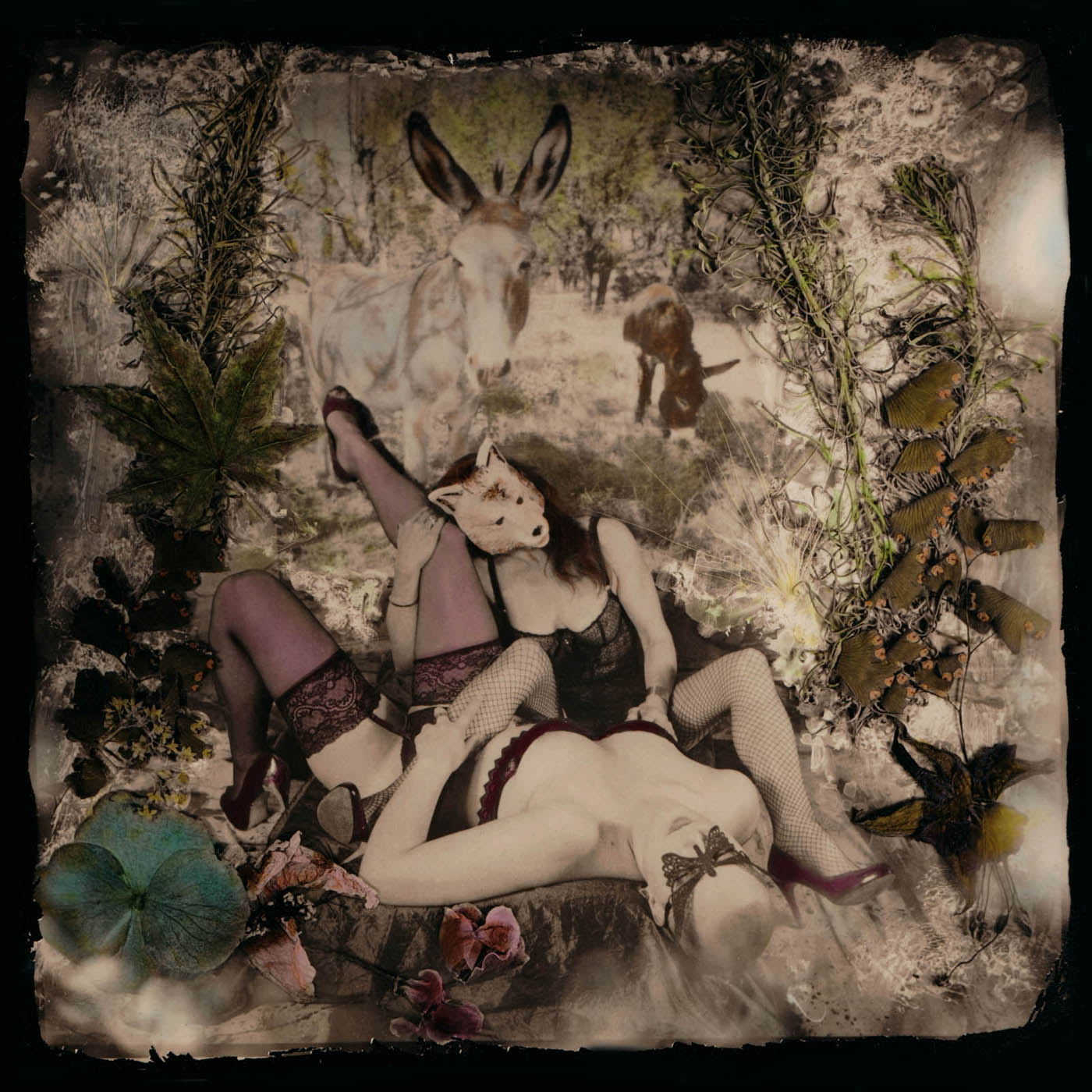
L'âne et le petit chien, à partir de la fable de Jean de La Fontaine, pour le livre Fables iconoclastes.

À partir de 2015, il collabore en tant qu'artiste-photographe chez l'éditeur Bernard Dumerchez. De cette participation naîtra un leporello où le poète Bernard Noël écrivit son tout dernier poème, sur les œuvres de Jonathan Abbou. De cette collaboration naîtra une grande amitié entre l'éditeur et le photographe qui les mèneront à travailler sur de nombreux projets. Le dernier en date étant d'illustrer les poèmes de Christine Fizscher, pour son recueil l'ombre de la terre, sorti aux Edition Dumerchez en 2018. Toujours en 2018, l'éditeur Dumerchez sort un livre objet, dans la collection « petits papiers » où il réunit Jonathan Abbou et Fernando Arrabal. Pour cette occasion, Arrabal lui dédie un long poème nommé 19 HaHa dans la pure lignée du mouvement pataphysique. 
Viendront ensuite de nombreuses parutions.

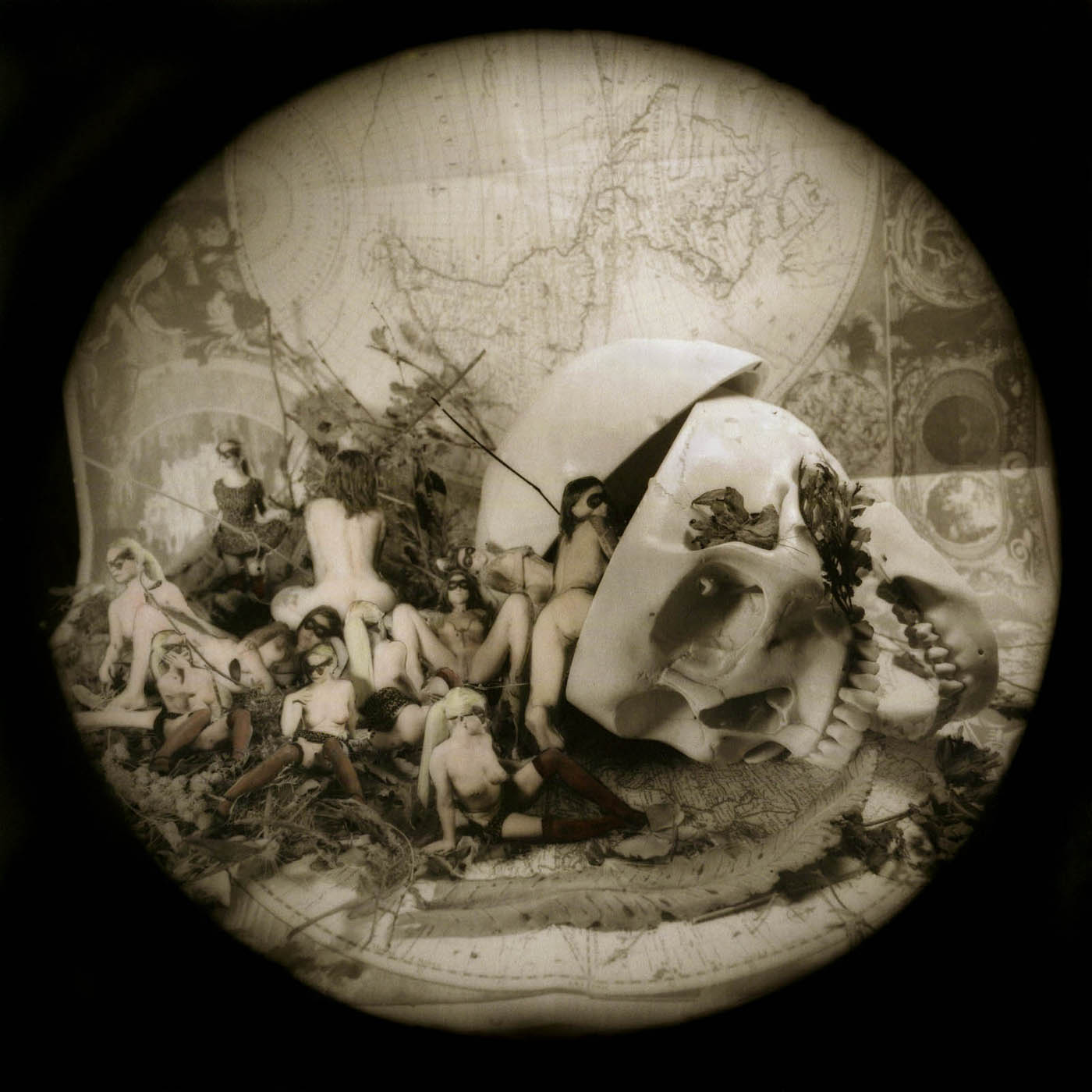
Chant XI de l'Enfer de Dante, Virgile explique à Dante comment s'agence l'Enfer et ses cercles. In. la Commédia illustrée par Jonathan Abbou.

Depuis 2019, Jonathan Abbou se consacre entièrement à l'étude de la Divine Comédie du poète florentin Dante Alighieri (1265-1321). Il est le seul, sur Paris à organiser un grand évènement pour l'anniversaire de la mort du poète en 2021. Pour cette occasion, le centre d'art-galerie 24 B, rue Saint-Roch à Paris, lui donne carte blanche. Il réunit de nombreux artistes comme Richard Texier, Elizabeth Prouvost, Emmanuel Flipo (en) et bien d'autres pour commémorer cet anniversaire, et parvient aussi à se procurer des gravures originales de Gustave Doré ainsi qu'un incunable de la Divine Comédie datant de 1474 dont il n'en subsiste que trois dans le monde. Ce travail d'illustration photographique de l'œuvre de Dante, donnera naissance à deux livres découpant l'Enfer en deux tomes, en utilisant le texte intégrale de la traduction d'Alexandre Masseron, dont il considère que c'est la plus juste et la plus accessible pour le grand public.
Septembre 2023, une œuvre originale de Jonathan Abbou est offerte en dotation pour le prix Sade de la littérature érotique qui a lieu tous les ans à la galerie Suzanne Tarasieve à Paris. L’œuvre de l'artiste a été offerte au gagnant du prix Sade, l'écrivain Grégory Le Floch pour son roman Gloria, Gloria.

## Travail

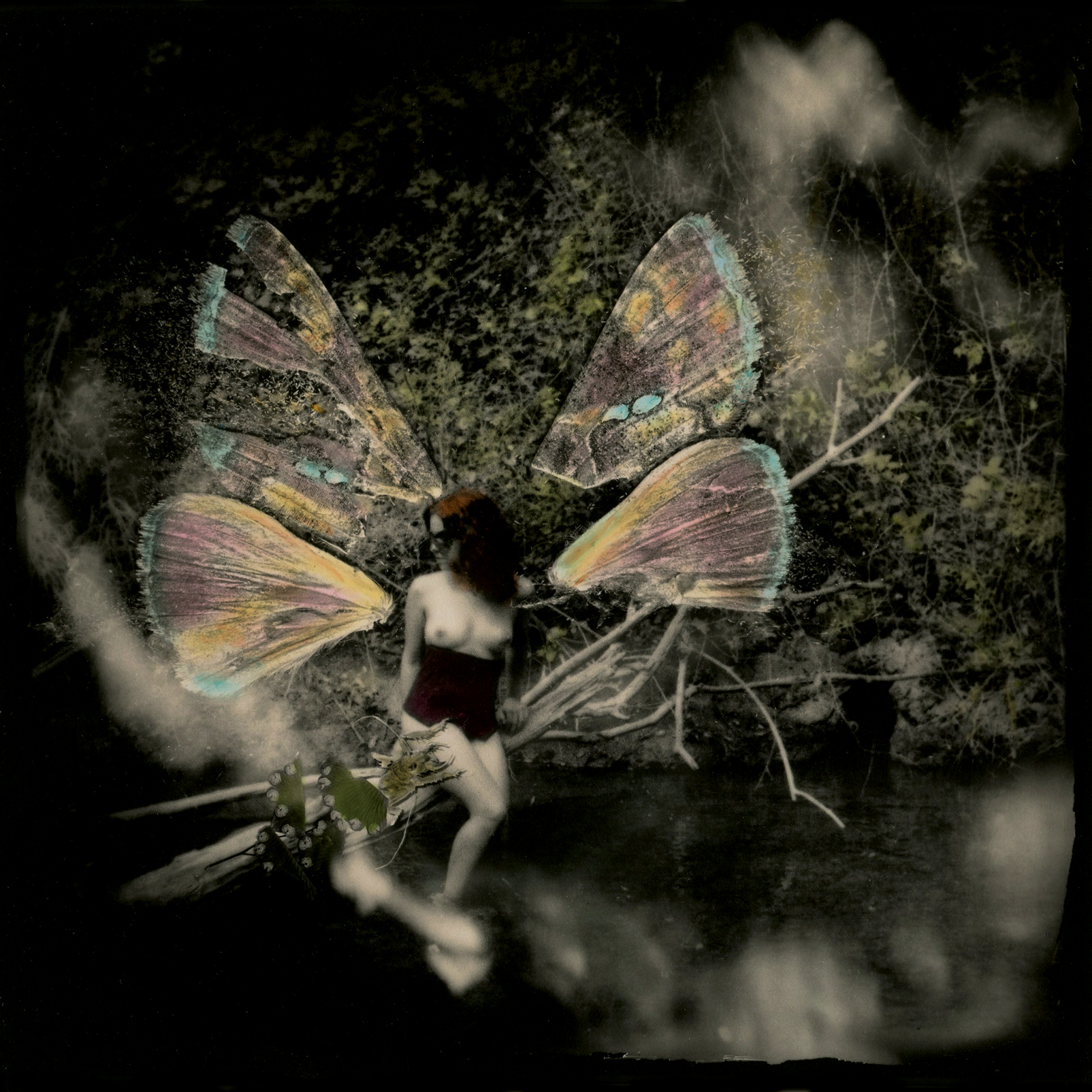
Photographie jonathan Abbou. Dotation Prix Sade 2023, de la littérature érotique. Paris, galerie Tarasiève.

Sur l'aspect technique, le travail photographique de Jonathan Abbou réalisé en argentique sur papier baryté, tandis que le virage sépia est fait par sulfuration dans un but d’assurer la pérennité de l'image dans le temps. Une fois l’étape du virage achevée, le photographe passe à la colorisation de l’image qui se fait toujours manuellement à l’aide d’aquarelles et d'acryliques.
Grâce à la maîtrise de toutes ces techniques traditionnelles utilisées de façon atypiques, qu'il a acquis à ses débuts comme tireur professionnel à l'atelier photo des archives départementales de la Haute-Garonne, Jonathan Abbou détourne et mélange tour à tour les différents procédés photographiques afin de créer une expression singulière à ces productions. Ces techniques anciennes viennent appuyer les thématiques choisies par l'artiste qui sont souvent liées à l'univers de la psychanalyse. Le thème de la déviance du fétichisme, sujet très controversé dans l'histoire de la  psychopathologie, devient un des sujets régulièrement abordé dans son travail. L'article fondateur sur le fétichisme, brillant sur le nez, de Sigmund Freud devient le point de départ de ses réflexions. Ainsi, ultérieurement Jonathan Abbou portera ses recherches sur le parcours que peut avoir le complexe de castration chez la femme. De ce travail naitra la mise en juxtaposition, par l'artiste, du phénomène de la femme voilée et des combinaisons en latex Catsuit. Ces deux tenues symbolisant pour l'artiste une seule et même chose : la femme phalique.

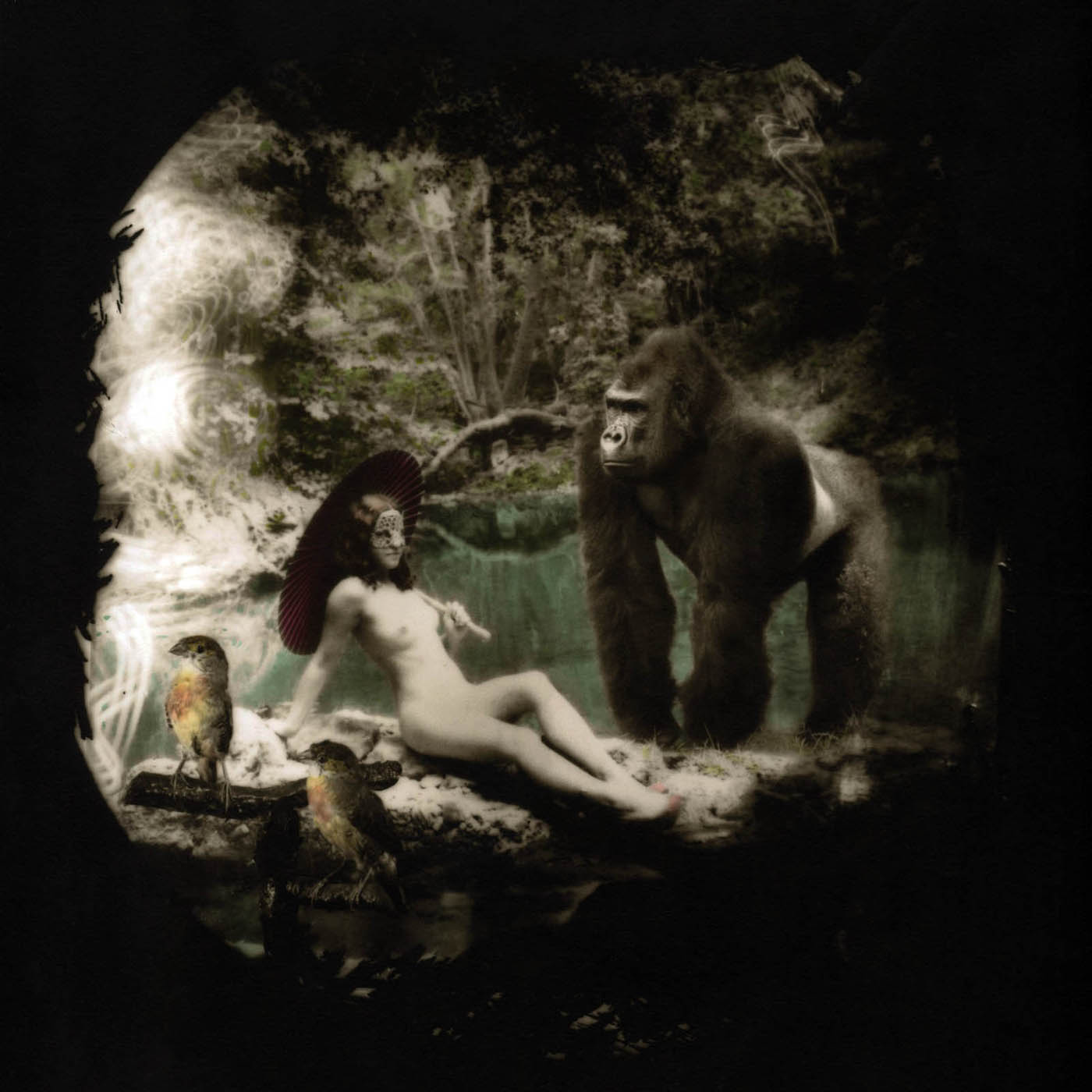
Béstiaire d'une naïade, 2017. In "Onéïros".

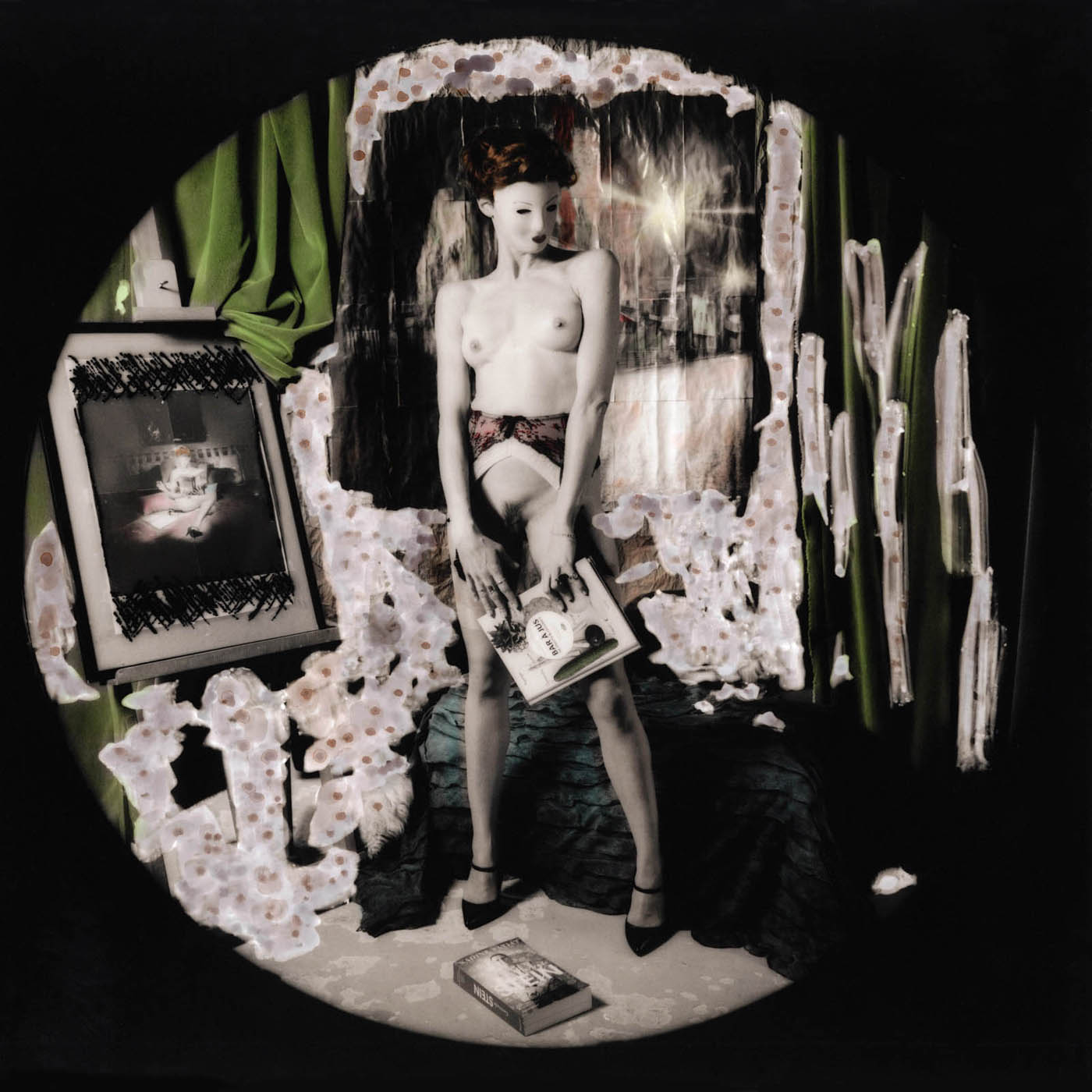
Femme "fétichisée" et fétichiste.

À l’aspect psychanalytique vient se mêler des références empruntées à l’Histoire de l’art. L'univers artistique de Jonathan Abbou est fortement inspiré par deux mouvements picturaux majeurs du XIXe siècle: le Réalisme et le Symbolisme. Pour l’artiste, le côté « réaliste » est le côté intrinsèque de la photographie dite classique. Le réalisme permet le témoignage tandis que la « symbolique », obtenue grâce à l’utilisation de plusieurs techniques, de manière impulsive et abstraite, permet d'exprimer une atmosphère mystérieuse. Ce " réalisme symbolique, concept emprunté à Emile Zola, se retrouve dans chaque production contemporaine de Jonathan Abbou.
Enfin, l'artiste emprunte un terme attaché au syndrome dissociatif de la schizophrénie pour qualifier son travail, en parlant de fabrication de "bizarreries photographiques". En effet, les photographies de Jonathan Abbou, donnent au public qui le regarde, une impression d'étrangeté.

## Galerie

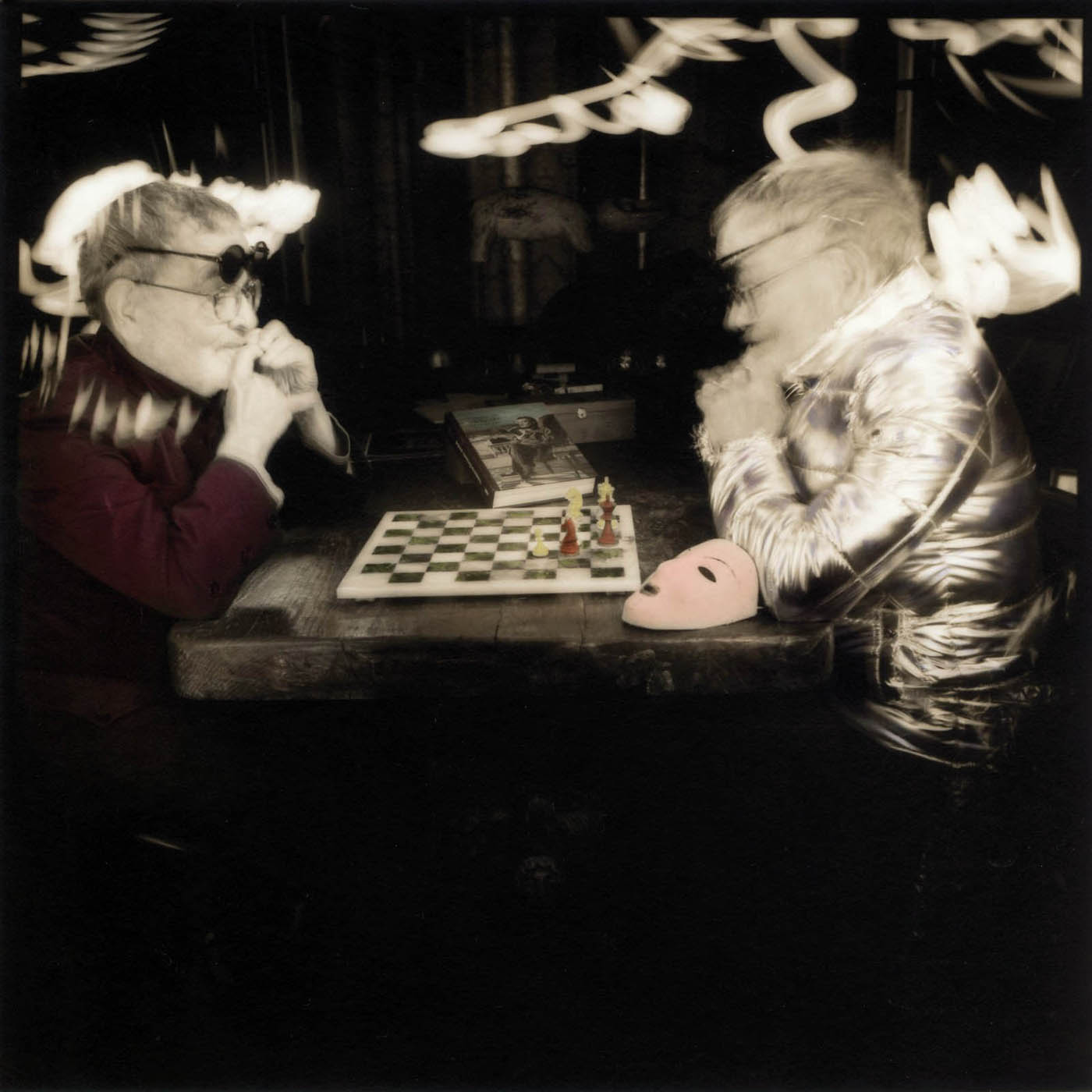
Photographie Jonathan Abbou de Fernando Arrabal jouant aux échecs avec lui-même. Technique du light painting.
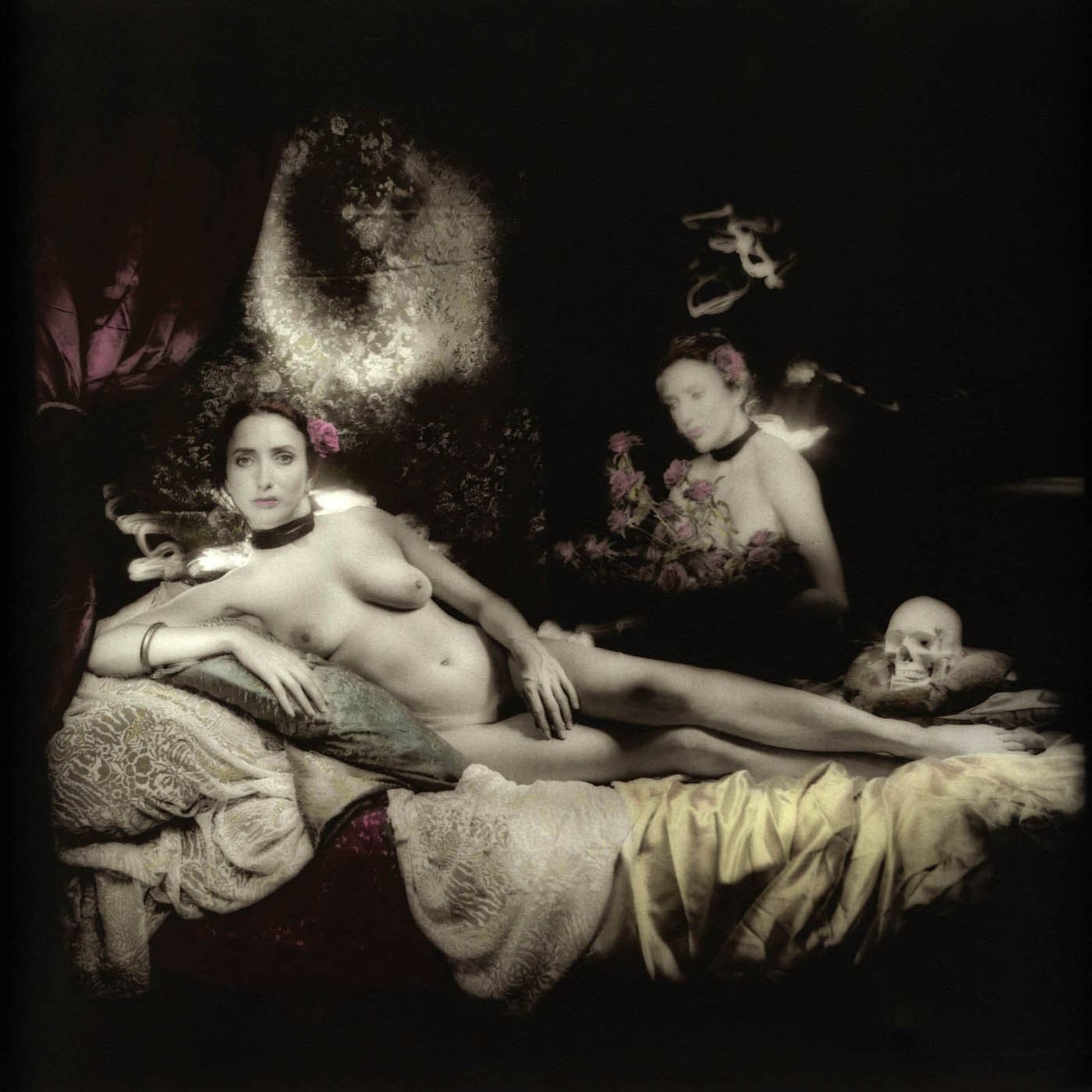
Interprétation photographique de l'Olympia de Manet par Jonathan Abbou.
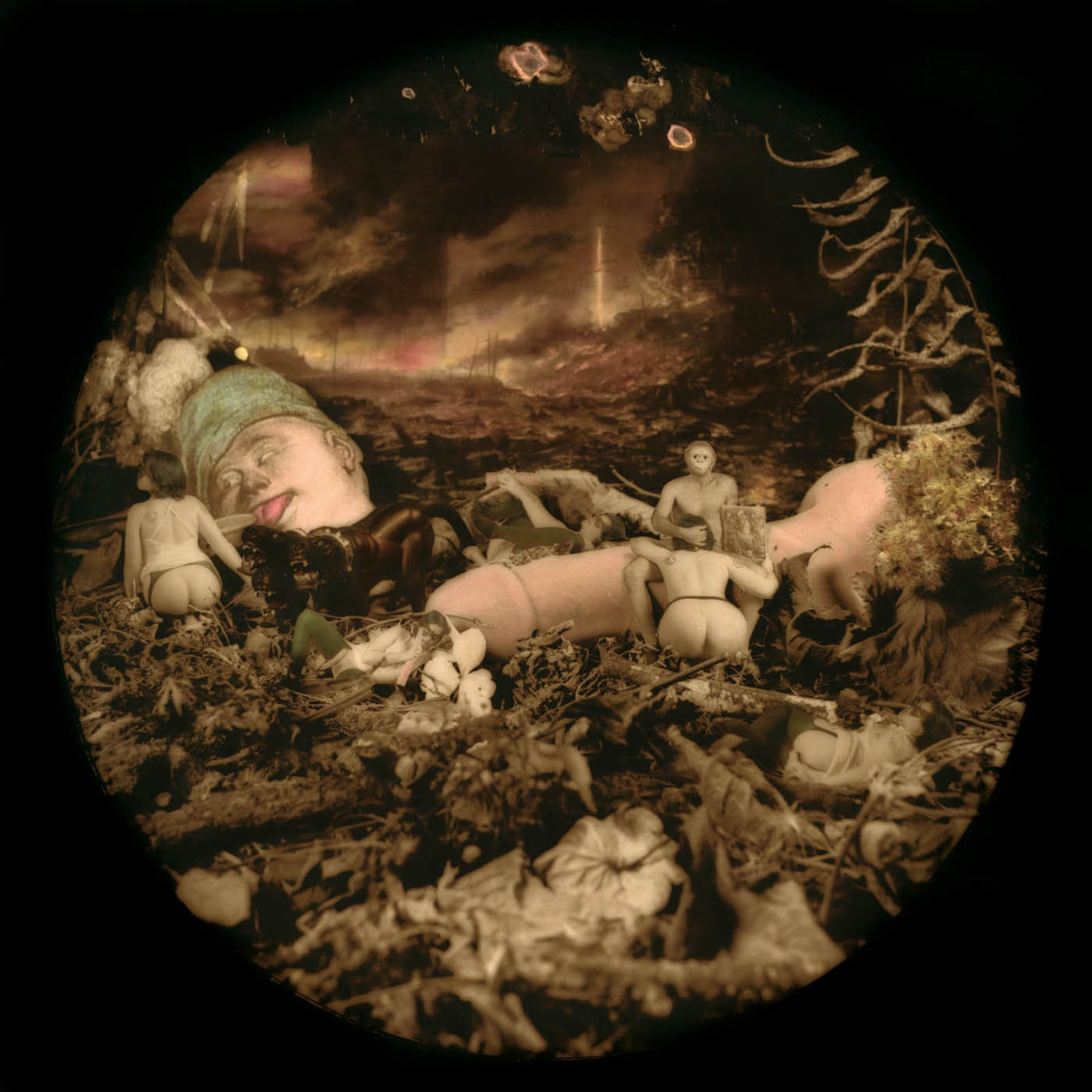
Illustration photographique Jonathan Abbou. In. La commedia, Dante, l'Enfer. Chant VI : les gourmands.
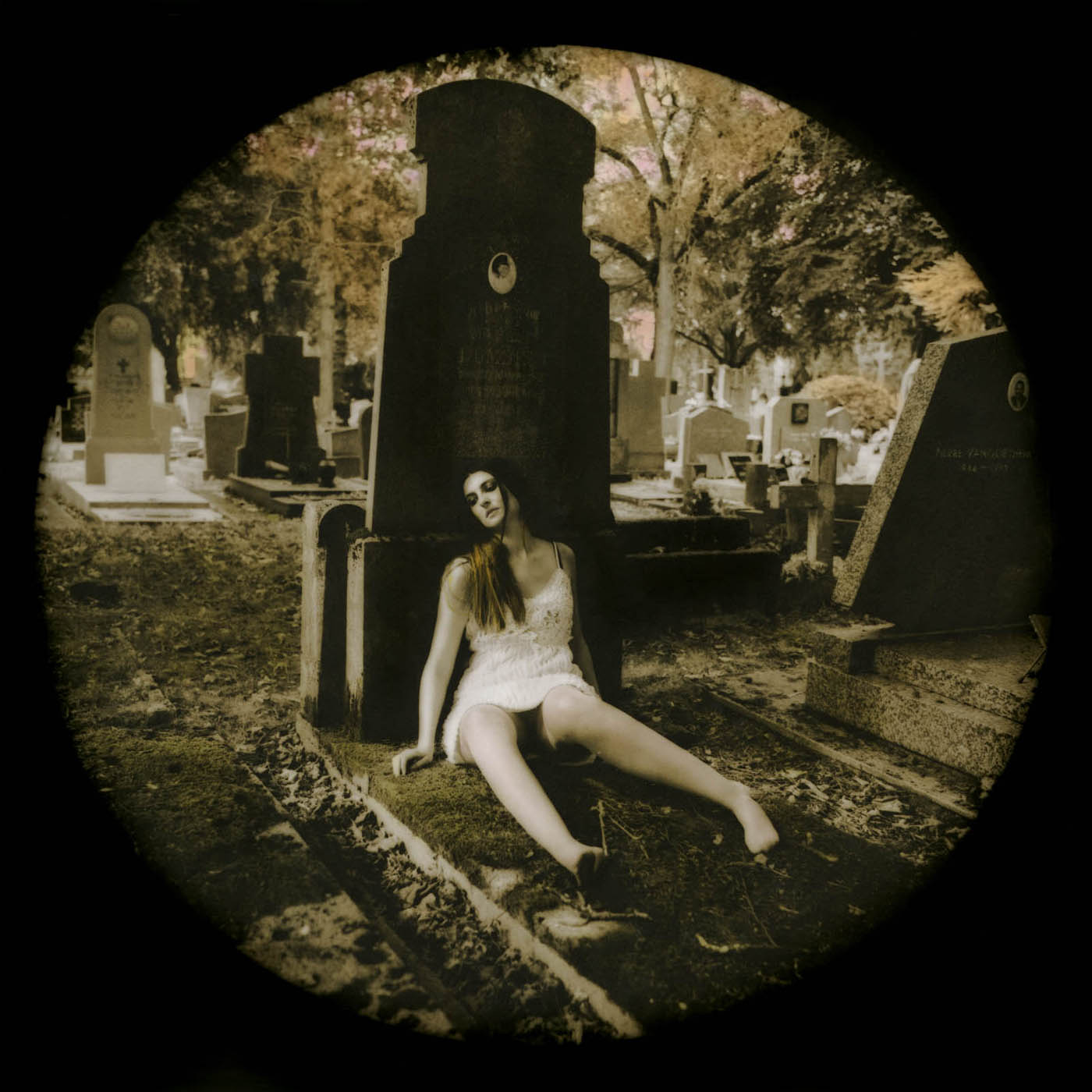
Dante, la Commedia, l'Enfer. Chant X, sépulcres des hérétiques.
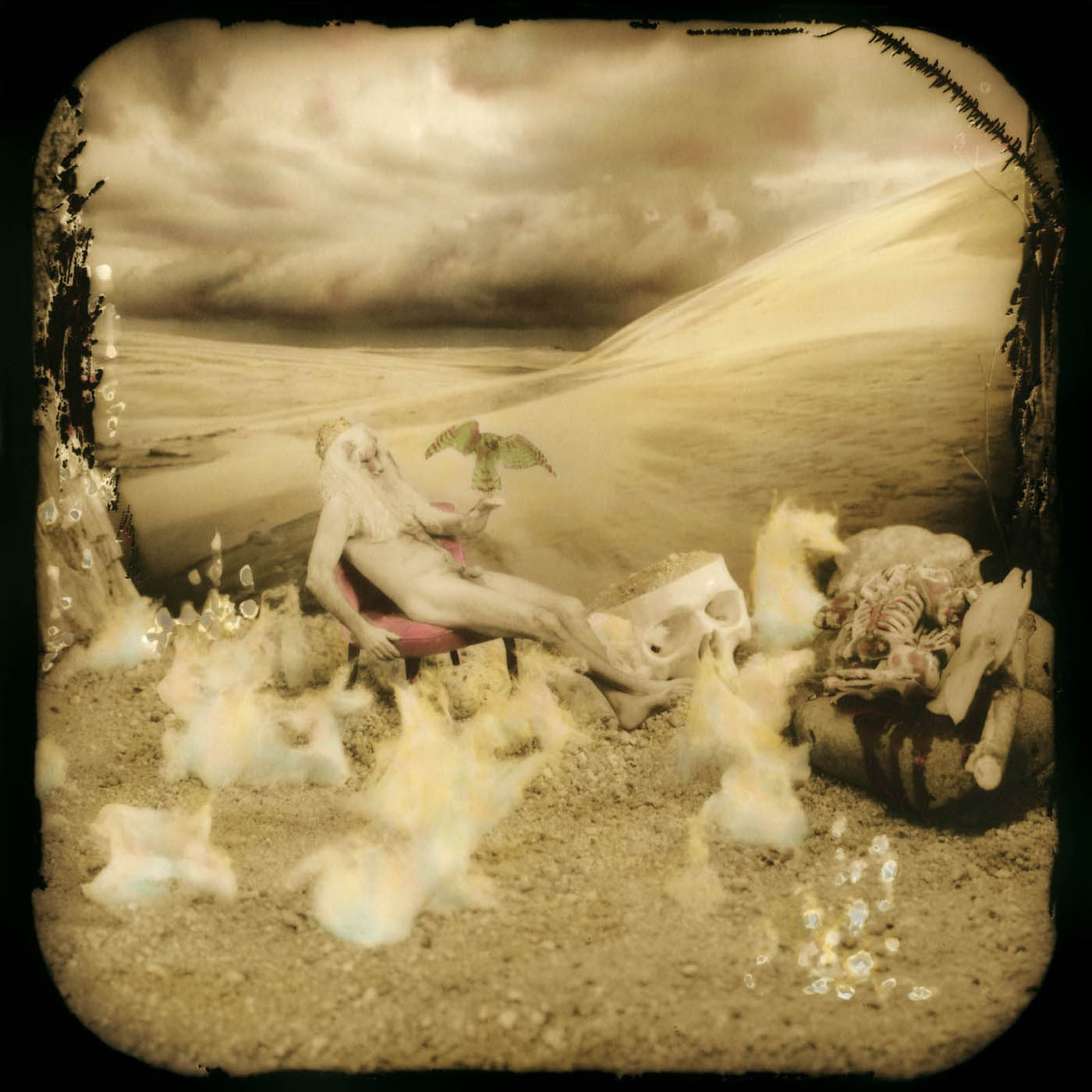
Dante, la Commedia, l'Enfer. Chant XIV, Capanée blasphémateur.
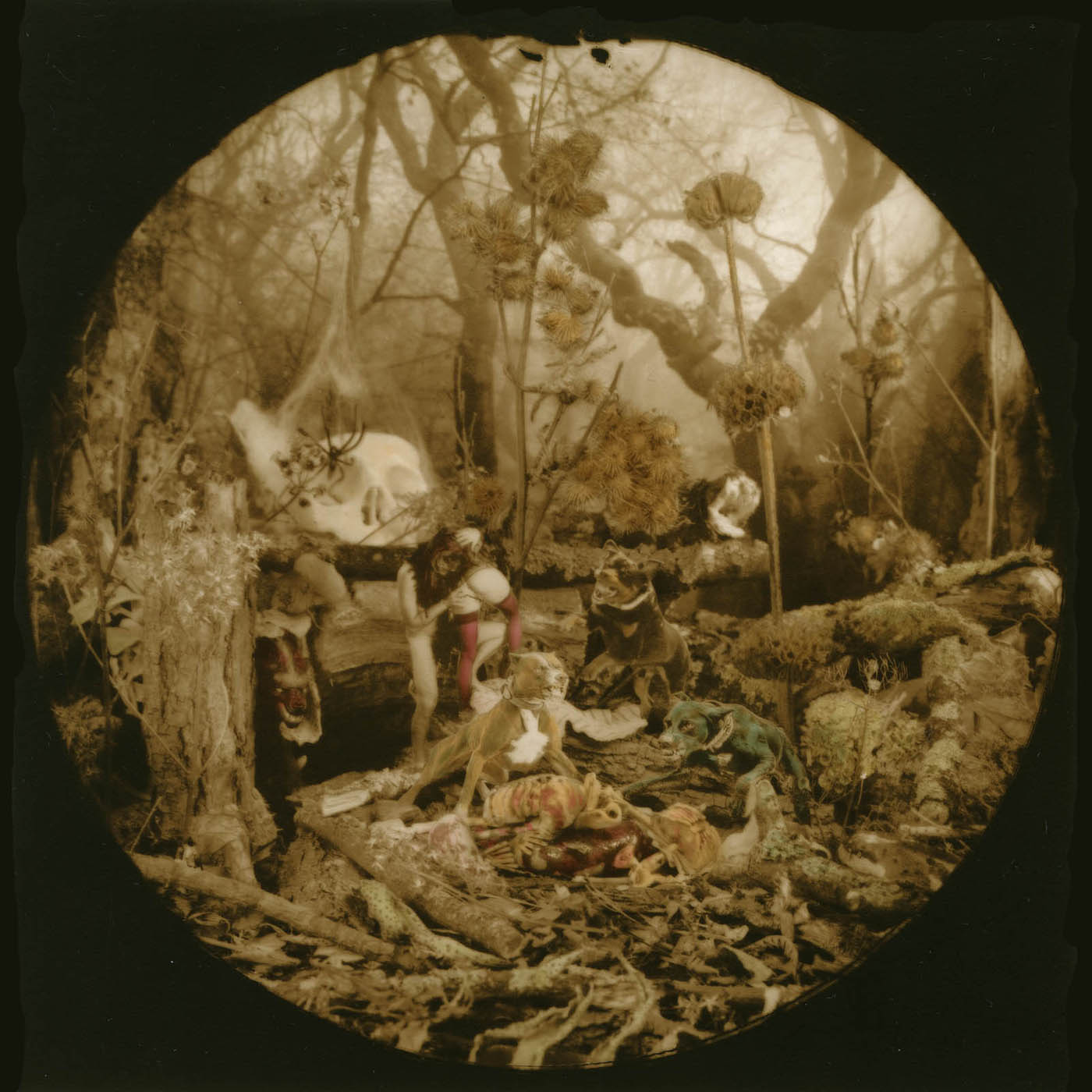
Dante, la commedia, l'Enfer. Chant XIII, forêt des suicidés et chiennes enragées.
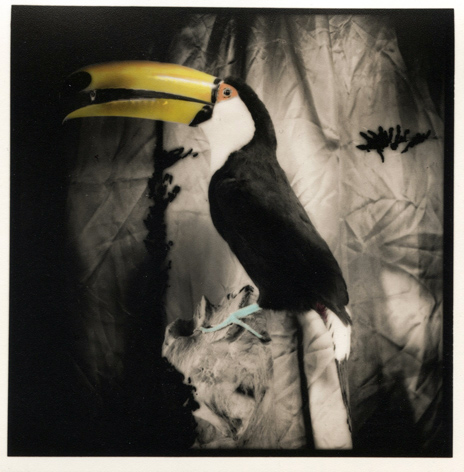
Dans la série Béstiaire d'une naïade. In. Onéïros.
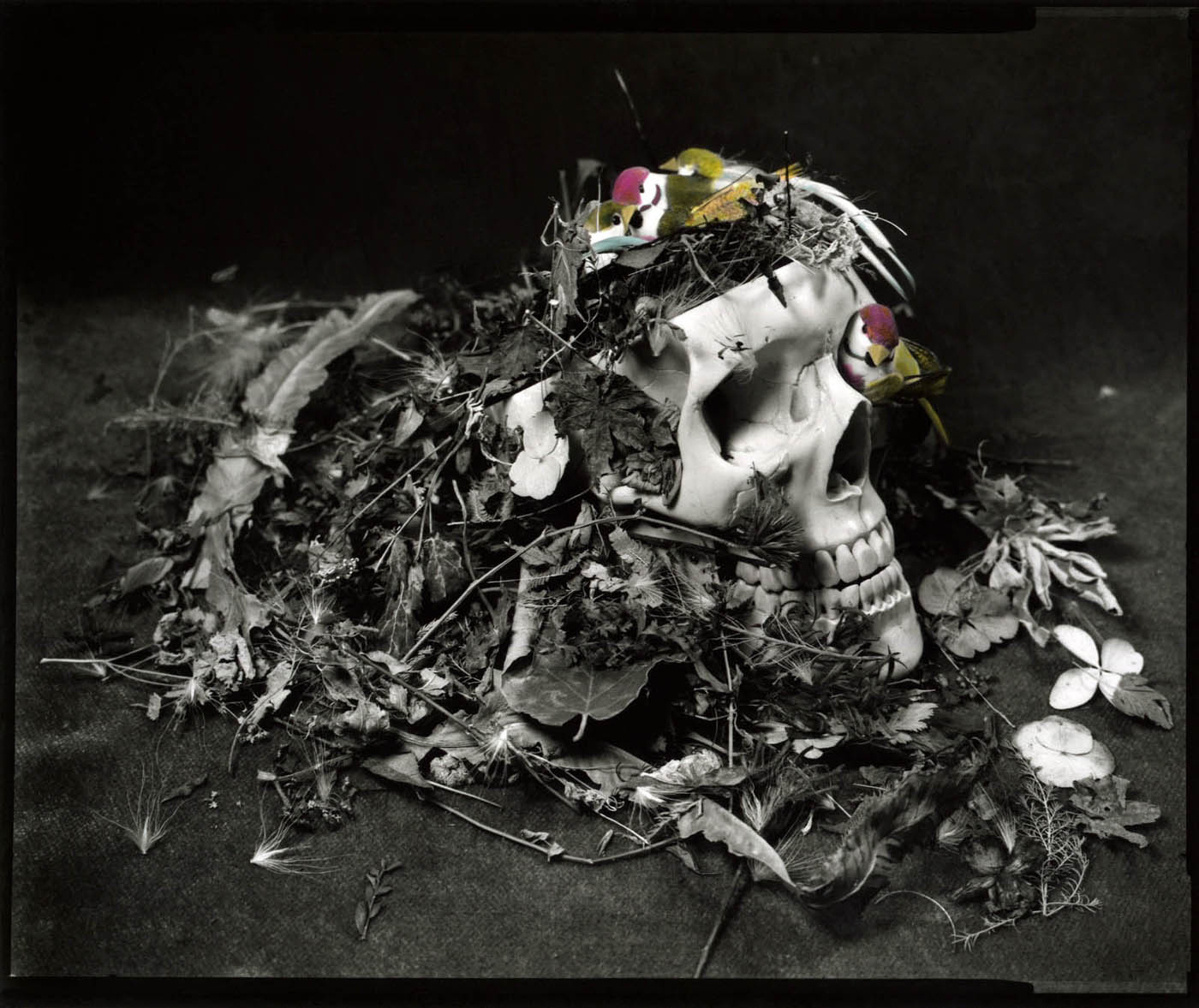
Dante, la Commedia, illustration photographique Jonathan Abbou sur le chant V de l'Enfer "Confessions des péchés de l'âme devant Minos roi des diables".

## Notes et références

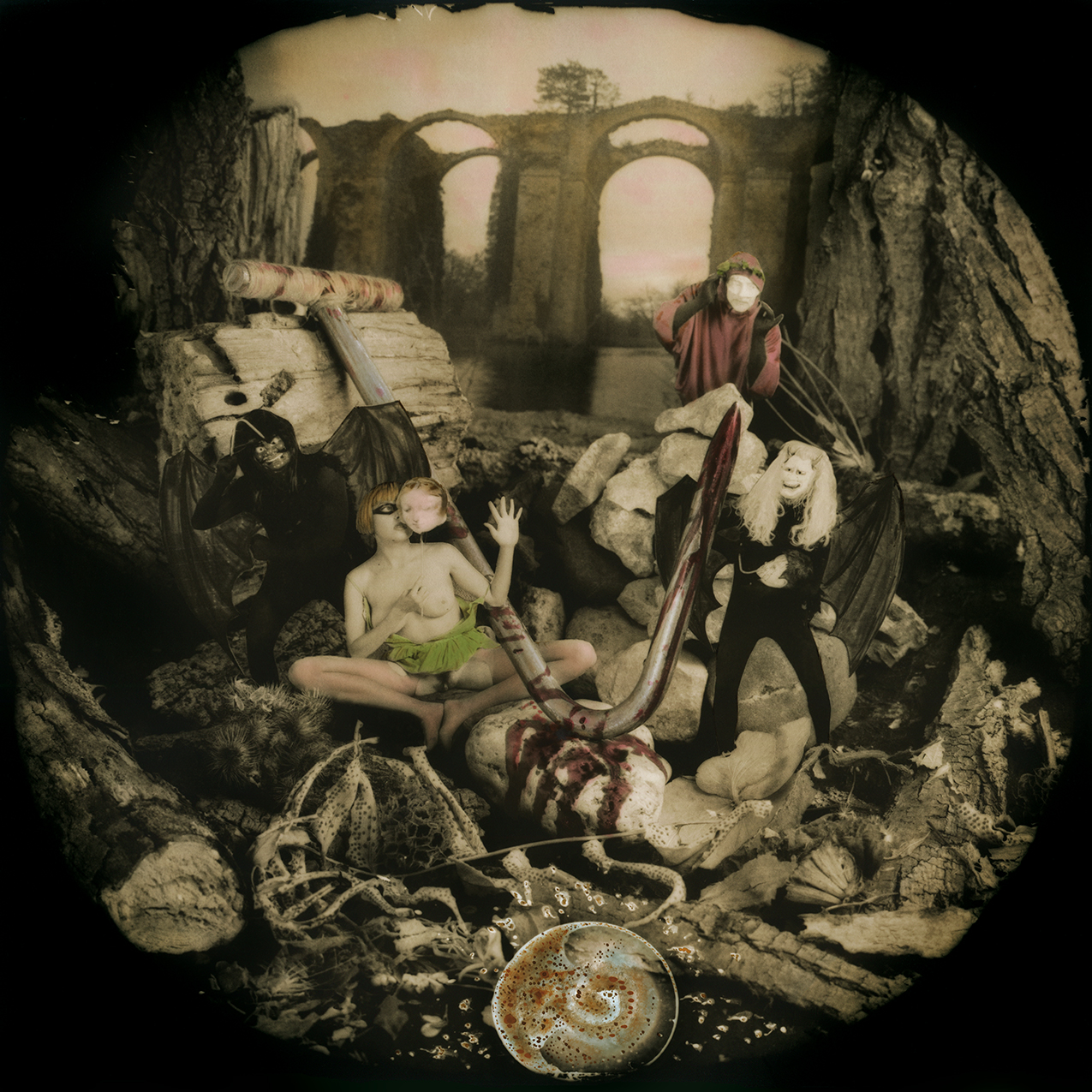
Chant XXII, l'Enfer, Dante, le crochet de Malacoda.